# Christian Wilhelm Lindemann
Christian Wilhelm Lindemann (* 17. Oktober 1798 in Lüneburg; † 1. August 1867 ebenda) war ein deutscher Richter und Politiker.

## Leben
Lindemann wurde 1798 als Sohn von Caroline Friederike Wilhelmine, geborene Claaßen, und dem Juristen Christian Gottfried Lindemann (1767–1834) in Lüneburg boren. Von 1810 an besuchte er das Johanneum Lüneburg. Am 22. April 1817 immatrikulierte er sich zum Studium der Rechtswissenschaften an der Universität Göttingen. Er wurde Mitglied des Corps Hannovera Göttingen. Sein Studium schloss er 1820 mit der Promotion zum Dr. beider Rechte ab. Lindemann wurde 1822 Advokat und Notar in Lüneburg. Im Jahr 1822 wurde er Senator der Stadt. Das Amt eines Syndikus der Stadt Lüneburg hatte er von 1823 bis 1846 inne; sein Nachfolger als Syndicus wurde der Advokat und Senator Georg Theodor Meyer. 1846 wurde Lindemann der erste Oberbürgermeister der Stadt und legte seine Tätigkeit als Advokat und Notar nieder. Bürgermeister blieb er bis 1850, als er Innenminister des Königreichs Hannover wurde. Dieses Amt führte er bis zum 22. September 1851, als das Kabinett des Königreichs Hannover geschlossen zurücktrat. Als Minister war er Mitglied des Hannoverschen Staatsrates. Er war danach von 1852 bis 1859 Direktor des Obergerichts Lüneburg. Von 1862 bis zu seinem Tod 1867 war er Bürgervorsteher.
Er war verheiratet mit Johanna Sophie Elisabeth Degen. Die beiden hatten zwei Söhne Carl († 1880) und Wilhelm († 1872).

## Auszeichnungen
- Guelphen-Orden (1851)